# Bernardo Pasquini
Bernardo Pasquini (Massa e Cozzile, 7 dicembre 1637 – Roma, 21 novembre 1710) è stato un compositore, clavicembalista e organista italiano.

## Biografia
Nacque a Massa in Valdinievole (oggi Massa e Cozzile, in provincia di Pistoia), il 7 dicembre 1637. 

Secondo una tesi avanzata da un erudito locale dell'Ottocento, ma non confermata da documenti, la famiglia Pasquini discenderebbe da quella dei Fiaschi di Firenze, originaria di Tizzana di Quarrata, ma stabilitasi a Massa in Valdinievole nel 1252 dopo essere stata cacciata dai guelfi della città. 
Dopo i primi studi a Uzzano, con Mariotto Bocciantini, verso il 1650 si era trasferito, insieme allo zio prete Girolamo, a Ferrara. Qui, già nel 1653, era organista presso l'Accademia della Morte, un posto già ricoperto in passato da Luzzasco Luzzaschi e Girolamo Frescobaldi.
A metà degli anni Cinquanta si trasferì a Roma. Dal 1657 fu organista di Santa Maria in Vallicella (più nota come Chiesa Nuova). Nel febbraio 1664 divenne organista di Santa Maria Maggiore, mantenendo il posto fino al 1704, ed ebbe pure la carica di organista del Senato e del popolo romano in Santa Maria in Ara Coeli.
In quello stesso anno, si recò alla corte di Francia di Luigi XIV al seguito del cardinale legato Flavio Chigi, nipote del papa Alessandro VII, impegnato in un'importante missione diplomatica.
Nel novembre 1667 entrò a servizio di Giovan Battista Borghese, principe di Sulmona, come "aiutante di camera", rimanendovi fino al luglio 1692. Dal maggio 1693 fu riassunto al servizio da Marcantonio Borghese, principe di Rossano, figlio del precedente. Fu anche organista della cappella Borghese in S. Maria Maggiore. Ben presto divenne uno dei musicisti più in vista della Roma del tempo. Come clavicembalista e compositore collaborò alle musiche promosse da tutti i maggiori mecenati, tra cui i cardinali Flavio Chigi, Benedetto Pamphilj e Pietro Ottoboni, e la regina Cristina di Svezia.
Nel 1694 fece parte del cosiddetto "coro d'Arcadia", un gruppo di virtuosi che comprendeva, tra gli strumentisti, Arcangelo (Arcangelo Corelli), Matteo (il violinista Matteo Fornari, allievo di Corelli e costantemente al suo fianco come secondo violino), Giovannino (il violoncellista Giovanni Lorenzo Lulier) e Bononcino (il violoncellista Giovanni Bononcini). Nel 1706, insieme ad Arcangelo Corelli e Alessandro Scarlatti, fu tra i primi musicisti ammessi nell'Accademia dell'Arcadia, con il nome di Protico Azetiano.
Fu clavicembalista e insegnante ammirato e ricercato. La sua fama come tastierista e compositore varcò i confini delle Alpi; tra i musicisti illustri che vennero a Roma per conoscerlo o studiare con lui si annoverano Georg Muffat, Johann Philipp Krieger, Johann Georg Christian Störl e Franz Jakob Horneck, e probabilmente anche Ferdinand Tobias Richter e Carlo Domenico Draghi. Tra i suoi allievi si segnalano inoltre Giuseppe Fabbrini, Francesco Maria Ricci, Floriano Arresti e Tommaso Bernardo Gaffi. Sue allieve anche le cantanti Maddalena Gabrielli, Lucrezia d'André, Angela Aromatari, Petronilla Drouot, e i cantanti Sebastiano Bini, Alessandro Fedeli, Cristoforo Cinotti e, probabilmente, anche il celebre Giovanni Francesco Grossi detto Siface. Scrive Francesco Gasparini:

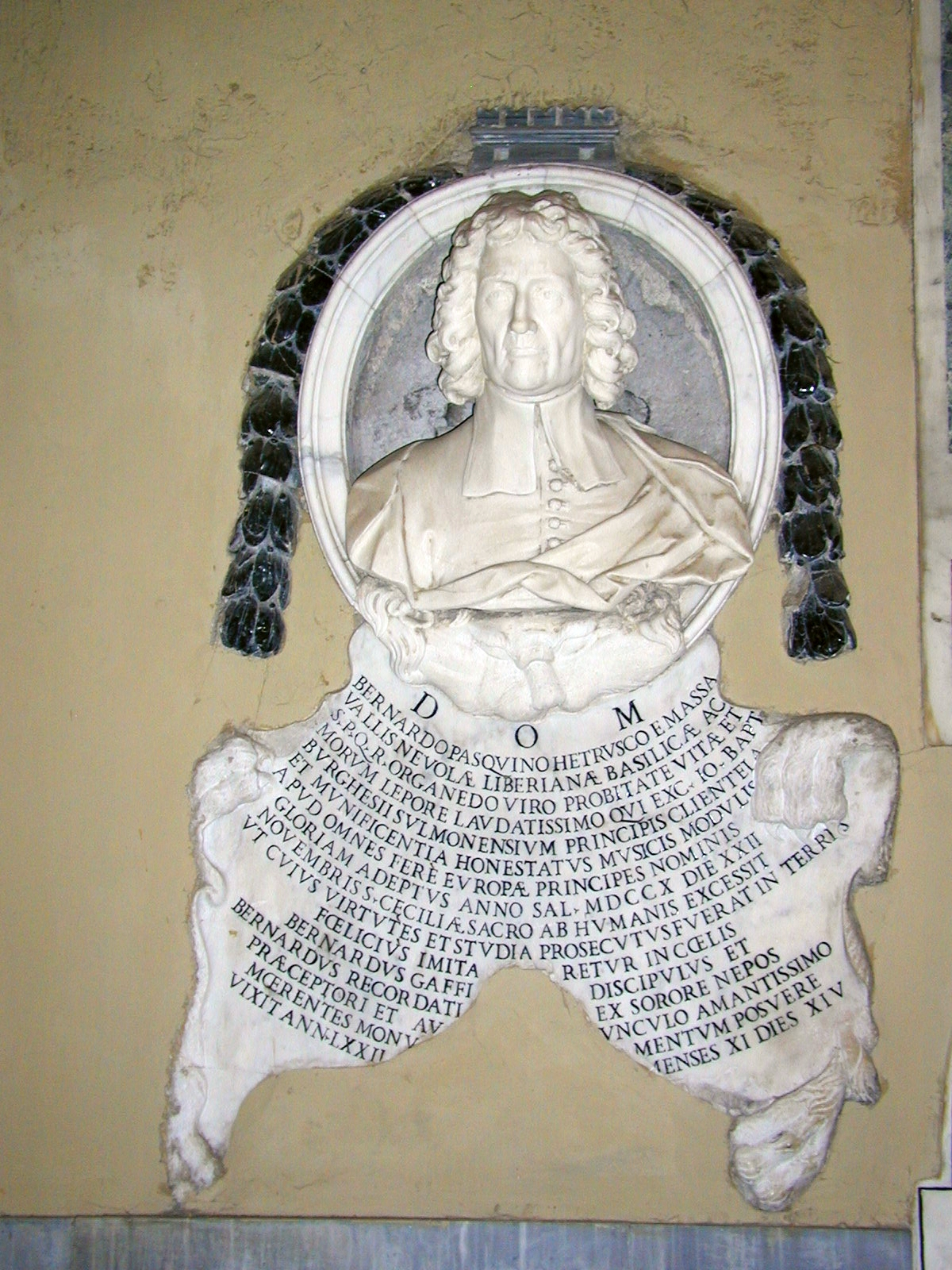
Pietro Papaleo, Busto e lapide di Bernardo Pasquini (1713). Roma, S. Lorenzo in Lucina

Morì a Roma il 21 novembre 1710 e fu sepolto nella Basilica di San Lorenzo in Lucina. 
Non ebbe moglie né figli, ma si conosce il nome di una sorella, Aurelia, che sposò Francesco Ricordati; la coppia ebbe cinque figli: Caterina Francesca (n. 1764), Gentile Maria (n. 1675), Antonio Maria (n. 1680), Giovanni Francesco (n. 1680) e Felice Bernardo Ricordati (Buggiano, 13 gennaio 1678 – Roma, 16 agosto 1727). Quest'ultimo , insieme a Tommaso Gaffi, commissionò allo scultore Pietro Papaleo il sepolcro monumentale di suo zio, tuttora esistente nella chiesa di S. Lorenzo in Lucina a Roma.

## Attività

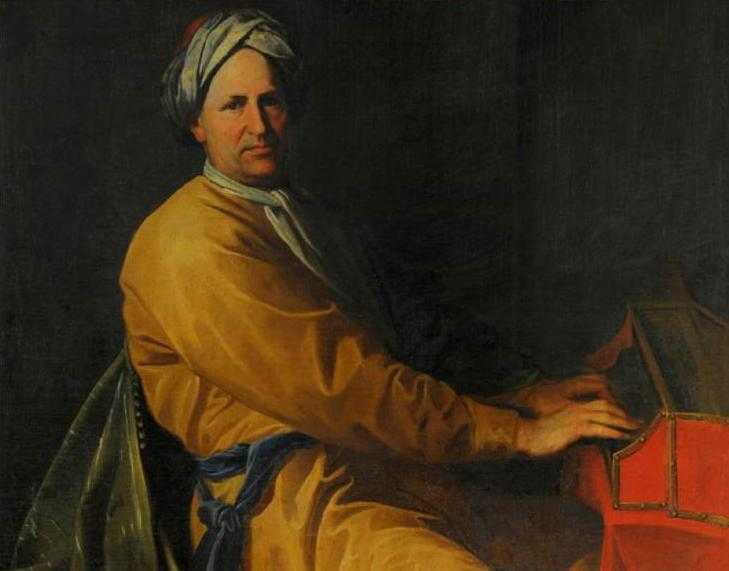
Andrea Pozzo, Ritratto di Bernardo Pasquini, Conservatorio di Firenze (in origine appartenuto al compositore)

La produzione di Pasquini abbraccia quasi tutti i generi di musica dell'epoca: dall'opera all'oratorio, dalla cantata alla musica per tastiera.
Come compositore di opere, fece il suo debutto presso il teatro privato di Palazzo Chigi (Ariccia) nel 1672 con La sincerità con la sincerità ovvero il Tirinto, su libretto di Giovanni Filippo Apolloni. Durante il carnevale 1673 al Teatro Tordinona fu rappresentata la sua opera L'amor per vendetta ovvero l'Alcasta, ancora su libretto di Apolloni. Seguirono nel 1676 La donna ancora è fedele (libretto di Pietro Filippo Bernini), e nel 1677 Il Trespolo tutore (libretto di Giovanni Cosimo Villifranchi, tratto da una commedia di Giovan Battista Ricciardi), entrambe andate in scena a Roma in un teatro al Corso, gestito da Gian Lorenzo Bernini con i figli Pietro Filippo e Paolo. Nel 1679 compose Dov'è amore è pietà (Ipermestra), rappresentata al teatro Capranica, cui fece seguito l'anno seguente, nello stesso teatro, L'Idalma ovvero chi la dura la vince su libretto di Giuseppe Domenico de Totis. Nel dicembre 1680 a Firenze, nel teatro del Casino di San Marco, fu rappresentato Il Sidonio ovvero il raro esempio di costanza e fede (libretto Giuseppe Giacomini), commissionatogli dall'Accademia degli Affinati e dedicato a Francesco Maria de' Medici. Nel 1681, al teatro della Pace di Roma, andò in scena il suo Lisimaco su libretto di Giacomo Sinibaldi. Nel teatro di Palazzo Colonna furono rappresentate La Tessalonica (1683, libretto di Nicolò Minato), L'Arianna (1685, libretto di Cosimo Bani), Il silentio d'Arpocrate (1686, libretto di Nicolò Minato), I giochi troiani (1688, libretto di Carlo Sigismondo Capece) e La caduta del regno delle Amazzoni (1690, libretto di Giuseppe Domenico de Totis). Di nuovo nel riaperto Teatro Tordinona il 26 dicembre 1690 fu data la sua opera Il Colombo overo L'India scoperta, su libretto di Pietro Ottoboni. Le ultime sue opere, Alessio (1690) ed Eudossia (1692, libretto di Alessandro Pollioni), furono rappresentate al Seminario Romano.
Tra gli oratori da lui composti, Caino e Abele, su testo di Giovanni Filippo Apolloni, eseguito a Roma nella cappella di palazzo Borghese nel 1671; Agar (oratorio di San Giovanni Battista dei Fiorentini a Roma, 17 marzo 1675), e Assuero (Oratorio di San Giovanni dei Fiorentini di Roma, 15 aprile 1675) entrambi a S. Giovanni dei Fiorentini; Sant'Alessio (Oratorio dei Filippini di Roma, dicembre 1675, libretto di Pietro Filippo Bernini), e Sant'Agnese (Roma, 1677, libretto di Benedetto Pamphilj) entrambi all'oratorio della Chiesa nuova; Sant'Eufrasia (Roma, 1678, libretto di Sebastiano Lazzarini); Divae Clarae triumphus (Roma, oratorio del Ss. Crocifisso di S. Marcello, 1682, libretto di Francesco Noceti); L'idolatria di Salomone (Roma, Collegio Clementino, 1686); Il martirio dei Santi Vito, Modesto e Crescenzia (Modena, 1687, libretto di Domenico Filippo Contini); I fatti di Mosè nel deserto (Modena, 1687, libretto di Giovan Battista Giardini); La sete di Cristo (Modena, 1689, libretto di Nicolò Minato); La caduta di Salomone (Firenze, 1693); David trionfante contro Golia (Firenze, 1694). In collaborazione con Giovanni Lorenzo Lulier, Tommaso Bernardo Gaffi, Giovanni Ercole e Luca Amadori, compose anche l'oratorio La purità trionfante overo Martiniano il santo (Roma, S. Girolamo della Carità, 1688, libretto di Giovanni Andrea Lorenzani).
Di lui ci sono giunte circa 70 cantate conservate in fonti manoscritte: di esse cinquanta per voce e continuo (41 per soprano, 6 per basso, 2 per mezzosoprano e 1 per tenore); tre cantate a 2 voci; due a 3 voci; due a 1 voce con strumenti; due a 2 voci con strumenti. Inoltre alcune cantate dialogiche di ampie dimensioni: Erminia in riva del Giordano, a 4 voci con strumenti (ca. 1672, su testo di Benedetto Pamphilj);  la serenata Applauso musicale per il giorno festivo della chiarissima reale maestà di Maria Luigia, a 5 voci con strumenti (1688), la Cantata a 5 in lode di san Filippo Neri («Fermate onde del Tebro»), e la "cantata musicale" Il colosso della costanza a 4 voci e strumenti (Roma, Seminario romano, 1689; musica perduta).
Manoscritti si conservano pure quasi tutti i suoi pezzi per strumento a tastiera, ad eccezione di uno incluso in una raccolta dell'epoca. La fonte principale della sua produzione tastieristica è costituita da 4 volumi (uno a Berlino e tre a Londra) redatti in gran parte dallo stesso compositore fra l'ultimo decennio del Seicento ed i primi anni del Settecento, probabilmente ad uso del nipote Felice Bernardo Ricordati (1678-1727), che visse in casa del compositore a Roma dal 1691. Tra i brani per tastiera molti sono quelli composti in stile contrappuntistico-imitativo (Capriccio, Fantasia, Ricercare, Canzone, Fuga, Sonata), toccate, oltre a una ventina di cicli di variazioni, tra cui quattro passacaglie, Balli, Bizzarrie, Arie, ed infine 28 sonate scritte sul solo basso continuo, di cui 14 per cembalo solo e 14 per due cembali.
Ottorino Respighi trascrisse per orchestra alcune sue composizioni per clavicembalo nella suite per piccola orchestra Gli uccelli.

## Eredità
Nonostante l'importanza e la notorietà che il cantante ebbe durante gli anni della sua attività, Bernardo venne principalmente dimenticato, venendo oscurato da altri famosi musicisti del periodo Barocco, questo principalmente perché non rimase nulla del suo effettivo patrimonio, a parte la sua musica e un paio di ritratti (la maggior parte dei suoi averi venne donata in beneficenza da lui stesso) e per l'estinzione della sua famiglia. 
Il nome di Pasquini non cadde nell'oblio dopo la morte; grazie ai suoi autorevoli discepoli, come pure ai numerosi ammiratori della sua musica per tastiera in Italia e in Europa,  contribuì infatti enormemente allo sviluppo della musica da tastiera. Tra i suoi apporti troviamo, infatti, la differenziazione tra musica per organo e per clavicembalo. Portò novità nel campo della sonata per clavicembalo, divisa in movimenti, e soprattutto per quanto riguarda la pratica del "sonare sopra al basso", ovvero del suonare sopra la sola parte del basso cifrato. Fu anche l'ideatore della sonata per due strumenti a tastiera, dello sviluppo della toccata e della fuga, e della suite per clavicembalo in più movimenti. Influenzò inoltre Francesco Gasparini, autore dell'importante trattato L'armonico pratico al cimbalo. Regole, osservazioni e avvertimenti per ben suonare il basso e accompagnare sopra il cimbalo, spinetta e organo (1708) in cui è apertamente riconosciuta dall'autore l'influenza del musicista.
Un'opera particolare è la Toccata con lo scherzo del Cucco (risalente al 1697) dove il tema imita il verso del cuculo. 
Di lui resta il sepolcro monumentale, collocato a Roma, nella basilica di San Lorenzo in Lucina (rione Colonna, Municipio I) dove fu sepolto. 

Almeno quattro strade sono a lui intitolate: a Massa e Cozzile, Firenze, Statte (Taranto) e a Roma, nella zona dell'Infernetto a Castel Fusano, Municipio X).
Bernardo Pasquini è tuttora ricordato nel suo comune natio, dove è stata intitolata a lui la strada in cui si pensa fosse ubicata la casa familiare (da non confondere con Villa Pasquini, sempre nel comune, ma di un'altra famiglia omonima) dove venne apposta una lapide in suo ricordo. Inoltre, è intitolato a lui l'Istituto Comprensivo Statale di Massa, che e lo ricorda di tanto in tanto. Lo stemma di famiglia è rintracciabile nel palazzo familiare, nel tassello della basilica della Santissima Annunziata e nelle chiese di Santa Maria Assunta e di San Sebastiano e San Rocco, rispettivamente a Massa e Vangile (Massa e Cozzile).
Il suo monumentale repertorio è ancora eseguito da artisti e autori moderni italiani e anche internazionali, che si impegnano tutt'oggi di trascriverla, studiarla, eseguirla e a pubblicarla. Meritano di essere segnalate l'edizione delle opere per tastiera in 8 volumi, a cura di Armando Carideo, e delle cantate a cura di Alexandra Nigito. 

Nell'ampia produzione del compositore particolare interesse è stato suscitato dai suoi oratori. Sono stati registrati su CD Caino e Abele, Ensemble Teatro Armonico, dir. Alessandro De Marchi (Symphonia SY90S01, 1990); Santa Agnese, Consortium Carissimi, dir. Vittorio Zanon (Verany PV703051, 2003); La sete di Cristo, Concerto romano, dir. Alessandro Quarta (Christophorus 77398, 2015), e due cantate spirituali, Hor ch’il ciel e Padre, Signore e Dio, nel CD Passion cantatas, Capella Tiberina, dir. Giovanni Caruso (Brilliant Classics 94225, 2012). Inoltre, sono stati rieseguiti gli oratori Sant’Alessio Cantar Lontano, dir. Marco Mencoboni (Ancona e Viterbo, 2004); I fatti di Mosè nel deserto, Weser-Renaissance Bremen, dir. Manfred Cordes (Smarano, 2010); La sete di Cristo, Pro Musica Firenze e Semperconsort, dir. Gabriele Micheli (Lamole e Massa e Cozzile, 2010); Concerto romano, dir. Alessandro Quarta (Roma, 2013, e Colonia, 2014); Academia Montis Regalis, dir. Alessandro De Marchi (Cracovia, 2015); Il martirio dei santi Vito, Modesto e Crescenzia, Ensemble Correspondances, dir. Alessandro Quarta (Boston, 2017). 

In tempi moderni, le sue cantate per basso sono state registrate in due CD: Il fulmine son'io & other cantatas (Elegia, 21090, 2021), basso Mauro Borgioni, Il sogno barocco, e L'ombra di solimano, Cantatas for bass and continuo, basso Lisandro Abadie, Cappella Tiberina, dir. Alexandra Nigito (Brilliant Classics, 95293, 2022); 

In campo operistico spicca l'allestimento dell'Idalma all'Innsbrucker Festwochen der Alten Musik di Innsbruck (2021) e al Musikfestspiele Sanssouci di Potsdam (2023) con la direzione di Alessandro De Marchi e la regia di Alessandra Premoli.

## Opere

### Opere sceniche
- La sincerità con la sincerità ovvero il Tirinto (1672)
- L'amor per vendetta ovvero l'Alcasta (1673)
- La donna ancora è fedele (1676)
- Trespolo tutore (1677)
- La forza dell'amore (prima del 1679)
- Dov'è amore è pietà (Ipermestra) (1679)
- L'Idalma ovvero chi la dura la vince (1680)
- Il Sidonio ovvero il raro esempio di costanza e fede (1680)
- Il Lisimaco (1681)
- La Tessalonica (1683)
- L'Arianna (1685)
- Il silentio d'Arpocrate (1686)
- Santa Dimna figlia del re d’Irlanda (1687; solo atto II; atto I Alessandro Melani; atto III Alessandro Scarlatti)
- I giochi troiani (1688)
- La caduta del regno delle Amazzoni (1690)
- Alessio (1690)
- Il Colombo overo l'India scoperta (1690)
- Eudossia (1692)

### Oratori
- Caino e Abele (1671)
- Agar (1675)
- Assuero (1675)
- Sant'Alessio (1675)
- Sant'Agnese (1677)
- Sant'Eufrasia (1678)
- Divae Clarae triumphus (1682)
- L'idolatria di Salomone (1686)
- I fatti di Mosè nel deserto (1687)
- Il martirio dei santi Vito, Modesto e Crescenzia (1687)
- La purità trionfante overo Martiniano il santo (1688 in collaborazione con G.L. Lulier, T.B. Gaffi, G. Ercole, L. Amadori)
- La sete di Cristo (1689)
- La caduta di Salomone (1693)
- Davide trionfante contro Goliath (1694)
- S. Maria di Soria (1694)

### Cantate a una, due e tre voci
- 41 cantate per soprano
- 6 per basso
- 2 per mezzosoprano
- 1 per tenore)
- 3 a 2 voci
- 2 a 3 voci
- 2 a 1 voce con strumenti
- 2 a 2 voci con strumenti

### Cantate, accademie e serenate per quattro e cinque voci e strumenti
- Erminia in riva del Giordano (1672 ca.)
- Introduzzione musicale per una caccia ("Vaghi fiori, pompe de’ prati") (1677) (perduta)
- Accademia per musica fatta nel real palazzo della maestà della regina Christina di Svezia per festeggiare l’assonzione al trono di Giacomo secondo re d’Inghilterra in occasione della solenne ambasciata mandata da Sua Maestà britannica alla Santità di Nostro Signore Innocenzo XI (Roma, Palazzo Riario, 1687) (perduta)
- Applauso musicale per il giorno festivo della chiarissima reale maestà di Maria Luigia (Roma, piazza di Spagna, 1687)
- Il colosso della costanza. Cantata musicale in lode dell’invitissimo re della Gran Bretagna Giacomo II (Roma, Seminario Romano, 1689) (perduta)
- Cantata a 5 in lode di San Filippo Neri ("Fermate onde del Tebro")

### Mottetti
- 3 mottetti a voce sola e basso continuo

## Discografia
- Caino e Abele (1671), oratorio a 5 con strumenti, Andreana Galante, Nadia Ragni, Claudio Cavina, Gianpaolo Fagotto, Furio Zanasi, Il Teatro Armonico dir. Alessandro De Marchi, 1990, Symphonia SY90S01
- Santa Agnese, oratorio (1677). Consortium Carissimi, dir. Vittorio Zanon, 2003, Pierre Verany PV703051
- Sonate a due cimbali - 1704, Attilio Cemonesi, Alessandro De Marchi, 1992, Symphonia SY91S06
- Sonate per gravicembalo 1702, Rinaldo Alessandrini, 1991, Astrée E8726
- Sonate per gravicembalo, Roberto Loreggian, 2003, Chandos CHAN0704
- Suites and Variations, Lydia Maria Blank (clavicembalo), 2015, Etcetera (KTC 1532)
- Sonate per gravecembalo, Luca Guglielmi, 2015, Stradivarius 33959
- Variationi e Partite (1702), Silvia Rambaldi (clavicembalo), 1998, Tactus TC 631801
- Organ Works, Ennio Cominetti (organo storico di S. Maria delle Grazie a Montepulciano), 1997, MDG 6060646-2
- Opere per organo e clavicembalo, Lorenzo Ghielmi, 1990, Nuova Era 6890
- Opere per organo, Letizia Romiti (organo), 2011, Tactus TC 631803
- Passion cantatas: Hor ch'il Ciel fra densi horrori; Padre, Signore e Dio. Sharon Rostorf-Zamir, Furio Zanasi, Capella Tiberina, dir. Giovanni Caruso, 2012, Brilliant Classics BRIL94225
- Mottetti a voce sola e composizioni per organo, Ensemble Alea Musica, dir. e organo Alexandra Nigito, 2009, Tactus TC 631802
- La sete di Christo, oratorio a 4 con strumenti, Concerto romano, dir. Alessandro Quarta, 2015, Christophorus 77398
- Sonate per gravecembalo. Manuscript S.B.P.K. Landsberg 215, clavicembalo e organo Roberto Loreggian, 5 CD, 2020, Brilliant Classics BRIL94826
- Il fulmine son io and other cantatas, Mauro Borgioni (baritono), ensemble Il sogno barocco, 2021, Elegia Classics, ELECLA 21090
- L'ombra di Solimano. Cantatas for bass and continuo, Lisandro Abadie (basso), Cappella Tiberina, dir. Alexandra Nigito (Brilliant Classics, 95293, 2022)

## Edizioni moderne
- Opere per tastiera - Vol. I-VIII, II a cura di Armando Carideo, Andromeda Editrice, 2000-2004; Il Levante, 2006-2009.
- Il nobilissimo oratorio della Chiesa Nuova. Musiche per l'oratorio di Santa Maria in Vallicella di Marco Marazzoli e Bernardo Pasquini, a cura di Arnaldo Morelli, Milano, Skira, 2001 (contiene l'edizione moderna dell'oratorio Sant'Alessio)
- Bernardo Pasquini. Le cantate, a cura di Alexandra Nigito, Turnhout, Brepols, 2012.